# روب شابمان
روب شابمان (بالإنجليزية: Rob Chapman)‏ هو شخصية أعمال أسترالي، ولد في 1964.